# ISO 3166-2:PW
ISO 3166-2:PW — стандарт Международной организации по стандартизации, который определяет геокоды. Является подмножеством стандарта ISO 3166-2, относящимся к Палау. Стандарт охватывает 16 штатов Палау. Каждый геокод состоит из двух частей: кода Alpha2 по стандарту ISO 3166-1 для Палау — PW и дополнительного кода, записанных через дефис.
Дополнительный код образован трёхзначным числом. Геокоды штатов Палау являются подмножеством кода домена верхнего уровня — PW, присвоенного Палау в соответствии со стандартами ISO 3166-1.

## Геокоды Палау
Геокоды 16 штатов административно-территориального деления Палау.
| Геокод | Административная единица | Статус |
| ------ | ------------------------ | ------ |
| PW-002 | Аимелиик                 | штат   |
| PW-218 | Нгархелонг               | штат   |
| PW-004 | Аираи                    | штат   |
| PW-222 | Нгардмау                 | штат   |
| PW-010 | Ангаур                   | штат   |
| PW-224 | Нгатпанг                 | штат   |
| PW-050 | Хатохобеи                | штат   |
| PW-226 | Нгхесар                  | штат   |
| PW-100 | Каянгел                  | штат   |
| PW-227 | Нгаремленгуи             | штат   |
| PW-150 | Корор                    | штат   |
| PW-228 | Нгивал                   | штат   |
| PW-212 | Мелекеок                 | штат   |
| PW-350 | Пелелиу                  | штат   |
| PW-214 | Нгараард                 | штат   |
| PW-370 | Сонсорол                 | штат   |

## Геокоды пограничных Палау государств
- Индонезия — ISO 3166-2:ID (на западе, на юге (морская граница)),
- Филиппины — ISO 3166-2:PH (на северо-западе (морская граница)),